# Liste der Baudenkmäler in Hofstetten (Oberbayern)

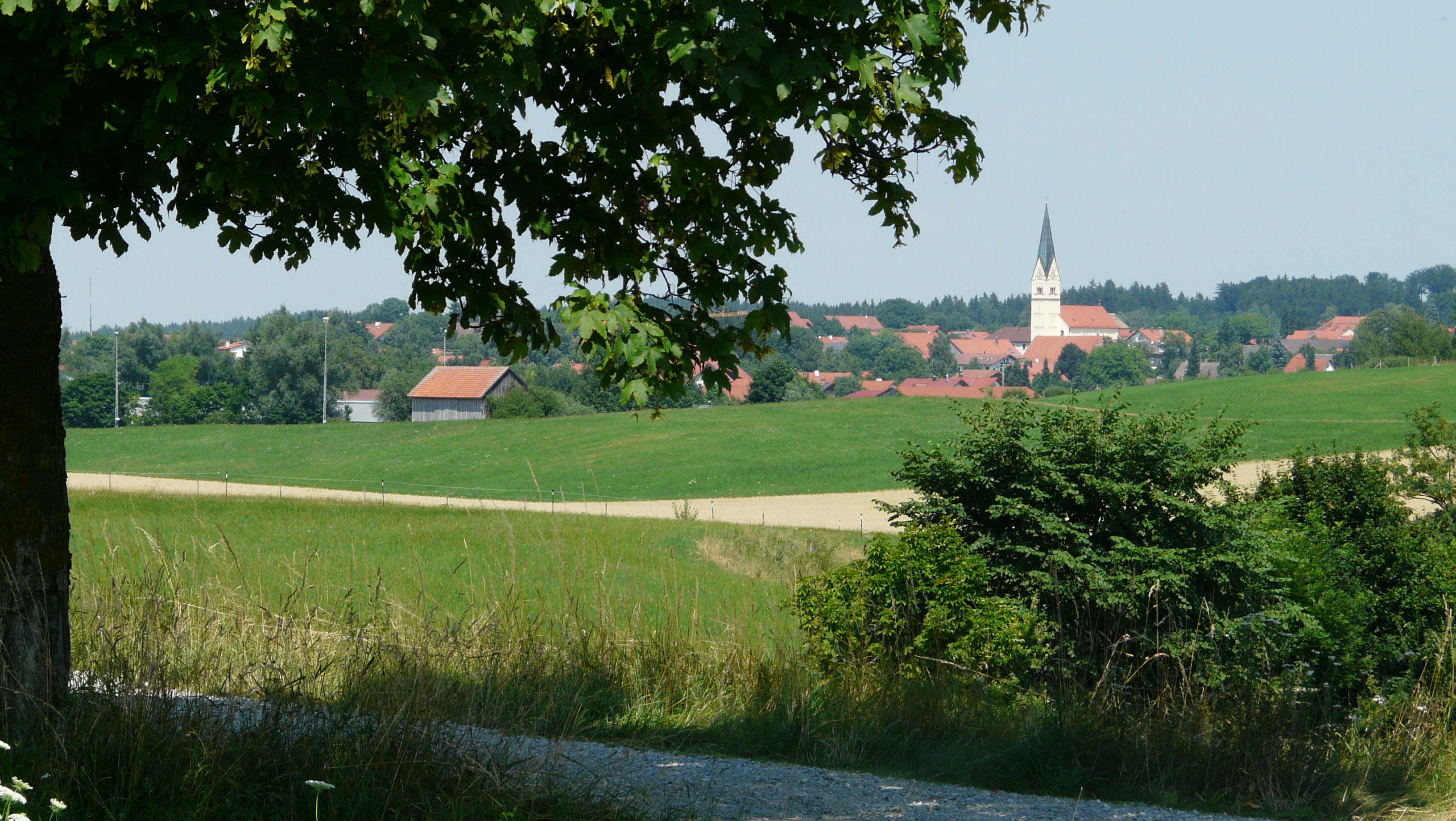
Blick auf Hofstetten

Auf dieser Seite sind die Baudenkmäler in der oberbayerischen Gemeinde Hofstetten zusammengestellt. Diese Tabelle ist eine Teilliste der Liste der Baudenkmäler in Bayern. Grundlage ist die Bayerische Denkmalliste, die auf Basis des Bayerischen Denkmalschutzgesetzes vom 1. Oktober 1973 erstmals erstellt wurde und seither durch das Bayerische Landesamt für Denkmalpflege geführt wird. Die folgenden Angaben ersetzen nicht die rechtsverbindliche Auskunft der Denkmalschutzbehörde.

## Baudenkmäler nach Ortsteilen

### Hofstetten
| Lage                                  | Objekt                              | Beschreibung | Akten-Nr.              | Bild           |
| ------------------------------------- | ----------------------------------- | --- | ---------------------- | -------------- |
| Am Kirchsteig 33 (Standort)           | Katholische Kapelle St. Joseph      | einschiffiger Satteldachbau mit halbrundem Chor, Chor 1709, Langhaus um 1852; mit Ausstattung                                                                                                 | D-1-81-124-3 Wikidata  | weitere Bilder |
| Buch (Standort)                       | Bildstock                           | Stele mit Mariennische und Gedenktafel in neugotischen Formen, bezeichnet 1903; an der Straße nach Oberfinning                                                                                | D-1-81-124-10 Wikidata | weitere Bilder |
| Landsberger Straße (Standort)         | Ehemaliger Grenzstein               | abgerundeter Tuffquader, bezeichnet 1704; in der Ortsmitte an der Landsberger Straße | D-1-81-124-7 Wikidata  | weitere Bilder |
| Landsberger Straße 8 (Standort)       | Katholische Kapelle St. Antonius    | einschiffiger Bau über gestreckt ovalem Grundriss mit kleinem Westturm, bezeichnet 1695, erweitert um 1733; mit Ausstattung                                                                   | D-1-81-124-2 Wikidata  | weitere Bilder |
| Landsberger Straße 35 a (Standort)    | Medaillonfresken                    | zwei barocke Heiligendarstellungen auf der Nordseite des Hauses, 2. Hälfte 18. Jahrhundert (gegenüber Westerschondorferstr.9)                                                                 | D-1-81-124-6           | weitere Bilder |
| Landsberger Straße 55 (Standort)      | Katholische Pfarrkirche St. Michael | Saalbau mit halbrundem eingezogenem Chor und Westturm in neuromanischen Formen, 1847/48, Turm 1905; mit Ausstattung: Denkmal für die Gefallenen des Ersten Weltkriegs Hofstetten (Oberbayern) | D-1-81-124-1           | weitere Bilder |
| Nähe Landsberger Straße , (Standort)  | Bildstock                           | gedrungene Pfeiler mit Bildnische, 19. Jahrhundert; an der Straße nach Pürgen (bei der Feldulme)                                                                                              | D-1-81-124-11 Wikidata | weitere Bilder |
| Roßgemeinde (Standort)                | Bildstock                           | sogenannte Sebastianssäule, Pfeiler mit langgestreckter Figurennische aus Eichenholz, bezeichnet AE 1857; 1100 m südöstlich der Pfarrkirche bei HP 664 an einem Feldweg                       | D-1-81-124-12 Wikidata | weitere Bilder |
| Westerschondorfer Straße 9 (Standort) | Ehemaliger Wirtsstadel              | jetzt Stallteil eines Bauernhauses, Satteldachbau mit seltenem Traufbundwerk, 1. Hälfte 19. Jahrhundert                                                                                       | D-1-81-124-9 Wikidata  | weitere Bilder |

### Hagenheim
| Lage                      | Objekt                                    | Beschreibung | Akten-Nr.              | Bild           |
| ------------------------- | ----------------------------------------- | --- | ---------------------- | -------------- |
| Hauptstraße 1 (Standort)  | Katholische Kapelle Hl. Dreifaltigkeit    | einschiffiger Satteldachbau mit polygonaler Apsis und Dachreiter in schlichten barocken Formen, 1620; mit Ausstattung             | D-1-81-124-14 Wikidata | weitere Bilder |
| Hauptstraße 18 (Standort) | Gasthaus                                  | stattlicher Steilsatteldachbau mit Putzgliederung, im Kern und Dachstuhl Ende 17. Jahrhundert, Umgestaltung Mitte 19. Jahrhundert | D-1-81-124-15 Wikidata | weitere Bilder |
| Hauptstraße 30 (Standort) | Forsthaus                                 | eingeschossiger Steilsatteldachbau mit überdachtem Eingang und Remisenanbau, in Formen des Heimatstils, 1939                      | D-1-81-124-17 Wikidata | weitere Bilder |
| Kirchstraße 3 (Standort)  | Katholische Pfarrkirche Unsere Liebe Frau | Saalbau mit Polygonalchor und Chorflankenturm, im Kern 2. Hälfte 15. Jahrhundert, 1729 barockisiert; mit Ausstattung              | D-1-81-124-13 Wikidata | weitere Bilder |

### Lengenfeld
| Lage                                     | Objekt      | Beschreibung | Akten-Nr.              | Bild        |
| ---------------------------------------- | ----------- | --- | ---------------------- | ----------- |
| Oberer Rausch; Unterer Rausch (Standort) | Grenzsteine | acht Tuffsteine, bezeichnet alle mit KW und einer mit AX 1729 sowie ein anderer IHS 1704; ostwärts vom Streicherhof zwischen „Tannwald“ und „Feuchtnerholz“ | D-1-81-124-16 Wikidata | Grenzsteine |